# Stadsziekenhuis (Leeuwarden)
Het Stadsziekenhuis is een voormalig ziekenhuis in de Nederlandse stad Leeuwarden.

## Geschiedenis
Het Stadsziekenhuis was gevestigd op Blokhuisplein 38. De twee andere ziekenhuizen in Leeuwarden waren het Sint Bonifatius Hospitaal en het Diakonessenhuis. Het gebouw stond naast de ingang van de voormalige gevangenis Blokhuispoort. Het ziekenhuis werd in 1971 vervangen door het nieuwe Stadsziekenhuis aan de Borniastraat dat de naam Triotel kreeg. Op 15 februari 1971 was de verhuizing naar het Triotel. In augustus werd na 130 jaar afscheid genomen van het Stadsziekenhuis. In oktober 1971 werd het gebouw gesloopt. Het terrein werd een parkeerterrein.
Het pand Ossekop 11 was van 1921 tot 1971 het zusterhuis van het Stadsziekenhuis.

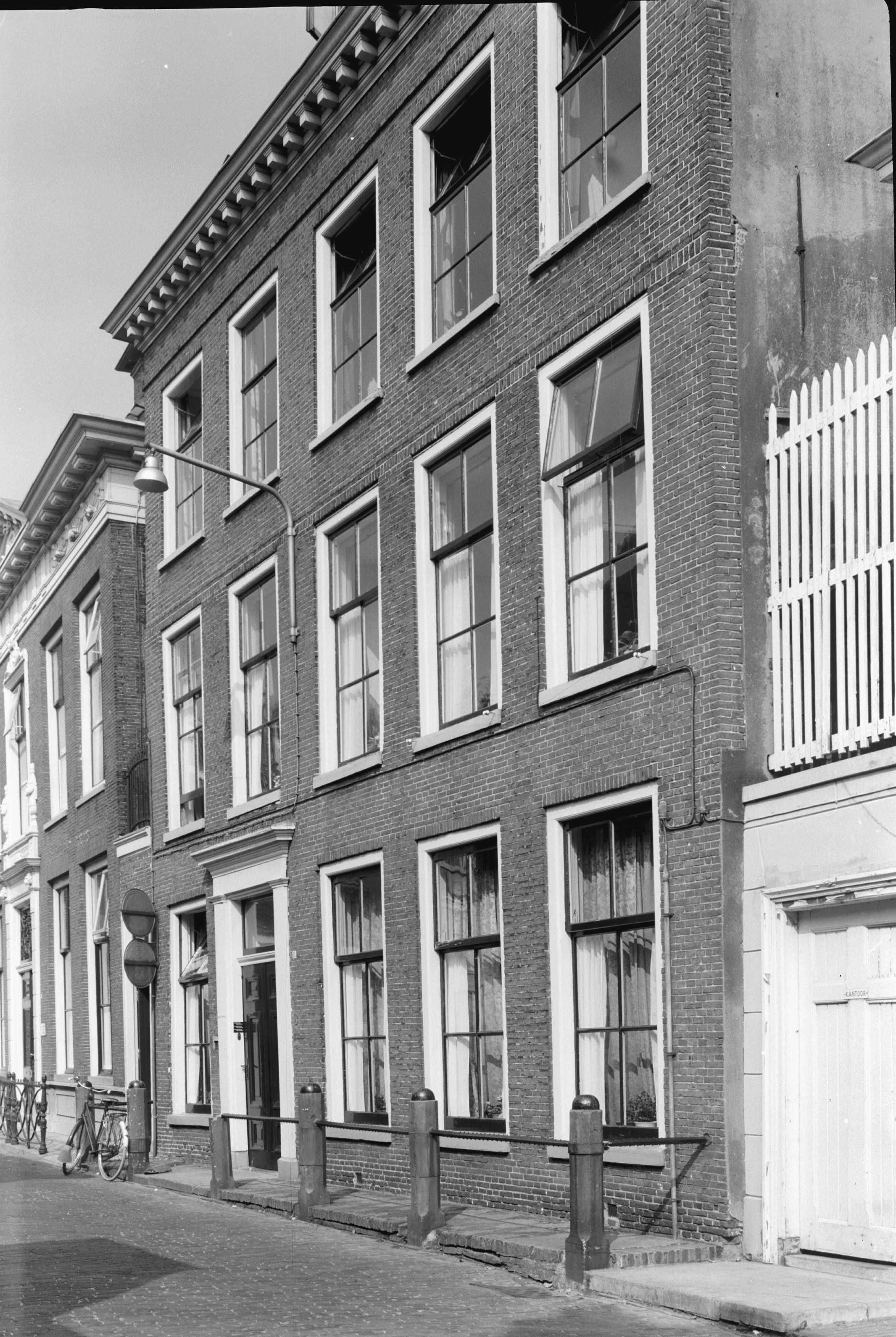
Het zusterhuis, Ossekop 11, in 1963.